# Adriano Leite Ribeiro
Adriano Leite Ribeiro (* 17. února 1982, Rio de Janeiro, Brazílie) je bývalý brazilský fotbalový útočník a reprezentant.

## Klubová kariéra
Adriano začínal s fotbalem na vrcholové úrovni v brazilském klubu CR Flamengo, odkud odešel do Itálie. Zde na sebe upozornil kvalitními výkony především v dresu Interu Milán. Po smrti svého otce ale začal mít problémy se životosprávou. Trpěl depresemi, uvažoval o sebevraždě a v roce 2010 se poprvé dostal před soud za obchod s drogami. Obvinění byl pro nedostatek důkazů zproštěn. Trpěl nadváhou a v roce 2012 přišel o angažmá.
Do fotbalu se vrátil až v dubnu 2014 v dresu Atlética Paranaense. Po 3 měsících s ním klub rozvázal kontrakt, když se hráč bez vysvětlení dvakrát nedostavil na trénink. V prosinci 2014 podepsal smlouvu s francouzským týmem Le Havre AC.

## Reprezentační kariéra
V brazilském A-mužstvu debutoval v 18 letech 15. 11. 2000 proti Kolumbii.
Na mistrovství světa ve fotbale 2006 v Německu dvakrát skóroval v brazilském dresu: jeden gól dal ve druhém zápase základní skupiny F s Austrálií (výhra 2:0) a druhý v osmifinále s Ghanou (výhra 3:0). Brazilci vypadli hned v dalším kole, ve čtvrtfinále s Francií po porážce 0:1.